# Подмодуль
Подмодуль ― подмножество модуля, являющееся подгруппой его аддитивной группы и замкнутое относительно умножения на элементы основного кольца.
В частности, левый (правый) идеал кольца {\displaystyle R} является подмодулем левого (правого) {\displaystyle R}-модуля {\displaystyle R}.

## Связанные определения
- Подмодуль, отличный от всего модуля, называется собственным.
- Подмодуль называется больши́м (или существенным), если он имеет ненулевое пересечение с любым другим ненулевым подмодулем.
  - Например, целые числа образуют большой подмодуль группы рациональных чисел.
- Каждый модуль является большим подмодулем своей инъективной оболочки.
- Подмодуль {\displaystyle A} модуля {\displaystyle B} называется малым (или косущественным), если для любого подмодуля {\displaystyle A'\subset B} равенство {\displaystyle A+A'=B} влечет {\displaystyle A'=B}.
  - Малым оказывается, например, всякий собственный подмодуль цепного модуля.

## Свойства
- Множество подмодулей данного модуля, упорядоченное по включению, является полной дедекиндовой решёткой.
- Сумма всех малых подмодулей совпадает с пересечением всех максимальных подмодулей.
- Левый идеал {\displaystyle I} принадлежит радикалу Джекобсона тогда и только тогда, когда {\displaystyle IM} мал в {\displaystyle M} для всякого конечно порождённого левого модуля {\displaystyle M}.
- Элементы малого подмодуля являются необразующими, то есть любая система образующих модуля остается таковой после удаления любого из этих элементов (это, конечно, не означает, что их можно удалить все сразу!).
- Радикал Джекобсона кольца эндоморфизмов модуля совпадает с множеством эндоморфизмов, имеющих малый образ.
- Если {\displaystyle \phi } ― гомоморфизм модуля {\displaystyle A} в модуль {\displaystyle B}, то множество
    {\displaystyle \phi ^{-1}(0)\subset A}
 оказывается подмодулем модуля {\displaystyle A} и называется ядром гомоморфизма {\displaystyle \phi }.
  - Каждый подмодуль служит ядром некоторого гомоморфизма.